# Шаљивчина
Шаљивчина је индијски филм из 1995. године, снимљен у режији Рам Гопал Варма. Филм је А. Р. Рахман је дебитантски боливудскиј филм са оригиналну музику и саундтрек.

## Улоге
| Глумац           | Улога        |
| ---------------- | ------------ |
| Амир Кан         | Муна         |
| Урмила Матондкар | Мили         |
| Џеки Шроф        | Раџ Камал    |
| Гулшан Гровер    | Стивен Капур |
| Автар Џилл       | П.С.         |
| Рима Лагу        | Милин мајка  |
| Раџеш Џоши       | Покија       |
| Ачјут Потдар     | Милин отац   |